# Jači od vjetra
"Jači od vjetra" naziv je osmog studijskog albuma pjavača Miše Kovača izdanog 1981. godine. Prema prodanoj tiraži dobio je status Platinasta ploča.

## Popis pjesama
1. "Nikoga nisam volio tako" - 3:44 - (Đorđe Novković – Saša Eraković – Slobodan M. Kovačević)
2. "Ne traži da ti budem prijatelj" - 3:51 - (Đorđe Novković – Zoran Bašić – Slobodan M. Kovačević)
3. "Kad se sjetim tebe" - 4:34 - (Slobodan M. Kovačević – Jakša Fiamengo  – Slobodan M. Kovačević)
4. "Nikad ti neću reći zbogom" - 4:14 - (Đorđe Novković – Mirjana Ljubaj  – Slobodan M. Kovačević)
5. "Odlaze sanjari" - 3:59 - (Đorđe Novković – Željko Krznarić – Slobodan M. Kovačević)
6. "Jači od vjetra" - 4:36 - (Slobodan M. Kovačević – Bratislav Zlatanović – Slobodan M. Kovačević)
7. "Samo me nemoj pitati za ljubav" - 4:11 - (Đorđe Novković – Mirjana Ljubaj  – Slobodan M. Kovačević)
8. "Ljetna noć" - 3:44 - (Slobodan M. Kovačević – Bratislav Zlatanović – Slobodan M. Kovačević)
9. "Odlazi još jedno ljeto" - 4:13 - (Slobodan M. Kovačević – Bratislav Zlatanović – Slobodan M. Kovačević)
10. "Balada o kapetanu" - 3:26 - (Slobodan M. Kovačević – Momčilo Popadić – Slobodan M. Kovačević)

## Suradnici na albumu
1981.
- Slobodan M. Kovačević - producent, aranžer, dirigent, gitare i i prateći vokal
- Milo Vasić - bubnjevi i udaraljke
- Remi Kazinoti - klavijature
- Branko Bogunović - električne gitare
- Mladen Baučić - tenor i sopran saksofon i prateći vokal
- Marija Kuzmić - vokalna pratnja
- Mirko Ilić - design
- Radovan Sredić - fotografije
- Igor Kordej - lettering
- Vojno Kundić - urednik

Miksano u Hansa studiju u Berlinu, u studenom 1981., ton majstor: Tom Müller
2008.
- Želimir Babogredac - izdavač
- Ante Viljac - urednik
- Goran Martinac - digital remastering
- Nikša Martinac - redesign

## Vanjske poveznice
- Jači od vjetra